# Астрагал безстеблий
Астрагал безстеблий, астрагал безстрілковий (Astragalus exscapus L.) — багаторічний напівкущ родини бобових (Fabaceae). Середньоєвропейсько-середземноморський вид. В Україні зростає на межі ареалу, занесений до Червоної книги України.

## Загальна біоморфологічна характеристика
Гемікриптофіт. Трав'яний стрижнекореневий багаторічник. Рослини безстеблові або майже безстеблові (із вкороченими меживузлями), 10–35 см заввишки. Листки в прикореневій розетці, непарно-пірчасті, з 12–18 парами яйцеподібно-еліптичних або довгастих шовковисто запушених листочків. Грона 2–5 см завдовжки, 2–9-квіткові, сидячі або на коротких, до 5 см завдовжки, пазушних квітконосах. Чашечка 17–19 мм завдовжки, трубчасто-дзвоникувата із лінійними зубцями. Віночок жовтий, прапорець і крила голі. Боби майже сидячі або на коротенькій ніжці, довгасто-еліптичні або еліптичні, м'якопухнасті, в поперечному розрізі більш-менш тригранні, злегка здуті. Цвіте в травні — липні, плодоносить у червні — липні. Розмножується насінням та поділом кореневищ.

## Поширення
Ареал виду: Середземномор'я (від південно-західної Іспанії до Балкан), Середня Європа, Молдова.
В Україні поширений в північно-західному Причорномор'ї (крайній захід) — Одеська область.

## Умови місцезростання
Степи, вапнякові відшарування на чорноземних, суглинистих та кам'янисто-щебенистих ґрунтах. Рослина входить до складу різнотравно-злакових та петофітностепових угруповань кл. Festuco-Brometea (союз Astragalo-Stipion). Ксерофіт.

## Охорона
Вид занесений до Червоної книги України, статус — рідкісний. Заборонено збирання рослин, гербаризацію, порушення умов місцезростань (терасування та заліснення схилів, надмірний випас худоби).